# Guld og grønne skove
 For alternative betydninger, se Guld og grønne skove (flertydig). (Se også artikler, som begynder med Guld og grønne skove)
Guld og grønne skove er en dansk film fra 1958, produceret af Nordisk Films Kompagni, instrueret af Gabriel Axel og skrevet af Johannes Allen.
Filmen er optaget på øen Omø syd for Skælskør, hvor mange af filmens lokaliteter fortsat kan ses. Filmen blev desuden sendt ind som det danske bud til en Oscar for bedste udenlandske film, men blev ikke nomineret. Dog vandt Gabriel Axel en Oscar 30 år senere, i 1988 for Babettes gæstebud.

## Medvirkende
- Axel Bang
- Henny Lindorff
- Verner Tholsgaard
- Ole Larsen
- Else Marie Hansen
- Valsø Holm
- Cay Kristiansen
- Anna Henriques-Nielsen
- Keld Markuslund
- Karl Stegger
- Hanne Winther-Jørgensen
- Hanne Ribens
- Judy Gringer
- Jørn Jeppesen